# Teddiursa
Teddiursa (japanski: ヒメグマ Himeguma) jedan je od 1025 fiktivnih vrsta Pokémona iz medijske franšize Pokémon, skupa Pokémon videoigara, animiranih serija, manga stripova, knjiga, igraćih karata i drugih medija kojima je tvorac Satoshi Tajiri. Svrha je Teddiurse u videoigrama, animiranoj seriji i manga stripovima, kao i svrha ostalih Pokémona, borba s divljim Pokémonima – neukroćenim stvorenjima koje igrači i likovi pronalaze dok kreću na razne avanture – i pripitomljenim Pokémonima drugih Pokémon trenera.
Teddiursino ime kombinacija je engleske riječi "teddy" = plišani medvjedić, i latinske riječi "ursa" = medvjed, kao što se može vidjeti u latinskim nazivima za zviježđa Velikog (Ursa Major) i Malog (Ursa Minor) medvjeda.

## Biološke karakteristike
Teddiursa je jedan od dva Pokémona nalik medvjedima; drugi je njegov evoluirani oblik, Ursaring.
Teddiursa je svežder, ali mu se prehrana pod normalnim okolnostima sadrži isključivo od meda. Med se često osuši na njegovim šapicama, zbog čega zauzima nevjerojatnu slatku pozu, stavljajući šapice i kandže u svoja usta da bi polizao med s njih. Iz tog razloga, Teddiursa često razvija simbiotski način života s rojem Beedrilla.
Teddiursa ima znak polumjeseca na svome čelu, koji raste (u gustoći i obujmu) što je on stariji. Kada se polumjesec zatvori u krug, Teddiursa je spreman razviti se u Ursaringa.
Teddiursa je Pokémon koji, poput vjeverica, sprema zalihe lješnjaka i bobica na brojnim skrivenim mjestima. Ali, poput vjeverica, lako zaboravi gdje ih je spremio te na taj način pridonosi obnavljanju i širenju biljaka kojima se hrani.

## U videoigrama
Teddiursu se može pronaći u samo tri igre. U Pokémon Gold igri može ga se uhvatiti na jugu grada Blackthorna, u Pokémon Crystal igri može ga se uhvatiti u Mračnoj spilji, a u Pokémon Emerald, Teddiursu se može uhvatiti u Safari Zoni nakon što igrač pobijedi Elitnu četvorku. Teddiursa je prvi Pokémon kojeg igrač može oteti u Pokémon XD: Gale of Darkness igri. Kako je borba u kojoj ga se može oteti zapravo vodič o otimanju Pokémona, Teddiursu se automatski otme.
Teddiursa uči devet napada kroz iskustvo u svima igrama: šest Normalnih napada, jedan duhovski napad, jedan Mračni napad, i jedan Psihički napad. Normalni napadi koje uči jesu Grebanje (Scratch), Bijesno udaranje (Fury Swipes), Opaki pogled (Leer), Hrkanje (Snore), Razrezivanje (Slash) i Premlaćivanje (Trash). Od duhovskih napada uči Lizanje (Lick), od Mračnih napada uči Lukavi napad (Faint Attack), a od Psihičkih napada San (Rest). Isto tako, u Pokémon XD: Gale of Darkness, može naučiti Metalnu kandžu (Metal Claw) kao jedan od napada koje dobiva nakon što mu se pročisti put do njegova srca. U Ruby, Sapphire i Emerald igrama, uči Lažne suze (Fake Tears).

## U animiranoj seriji
U Pokémon animiranoj seriji, Teddiursu se obično prikazuje kao slatkog Pokémona kojeg mlade djevojke vole trenirati, ali je najpoznatiji kao lažni Pokémon kojeg Molly Hale zaželi u Pokémon: The Movie 3. Ne nalik normalnom Teddiursi, ovaj je Pokémon nevjerojatno brz i snažan, mnogo snažniji od normalnih Pokémona; nemoguće ga je pobijediti, ali su se Brock i Vulpix s njime borili samo da bi kupili vrijeme za Asha.
Pravi se Teddiursa pojavio u epizodi "UnBEARable", gdje taj Teddiursa iskorištava svoju ljupkost kod Asha, Misty i Brocka, jedući svu njihovu hranu i kasnije kriveći nekog drugog, najčešće jednog od Ashovih Pokémona. Kada su uvidjeli što zapravo radi, Ash se borio s njime koristeći Chikoritu. Teddiursa se tijekom borbe razvio u Ursaringa i više nije mogao koristiti svoju ljupkost da bi iskorištavao druge ljude.
Teddiursa se nekoliko puta pojavljuje u Pokémon Kronikama, zajedno s Pichu braćom.
Teddiursa se pojavljuje u epizodi u kojoj ga Tim Raketa obuku u kostim Spinde da bi uhvatili Spindu.
Tijekom filma Pokémon 4Ever, Teddiursa i Ursaring pomažu Ashu i prijateljima da pronađu Jezero života, što igra značajniju ulogu u filmu.